# Eivind Aarset

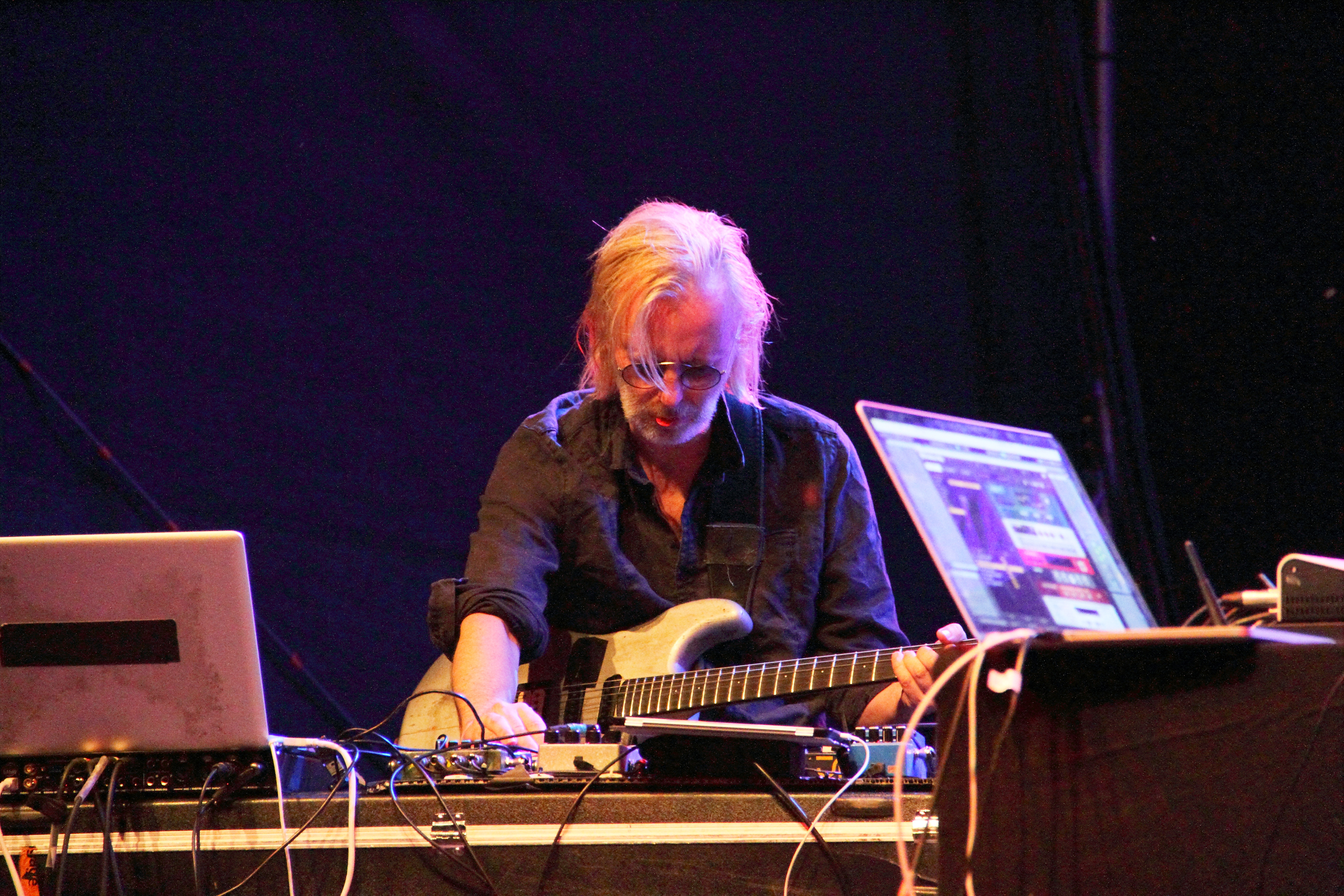
Eivind Aarset auf dem TFF Rudolstadt 2015

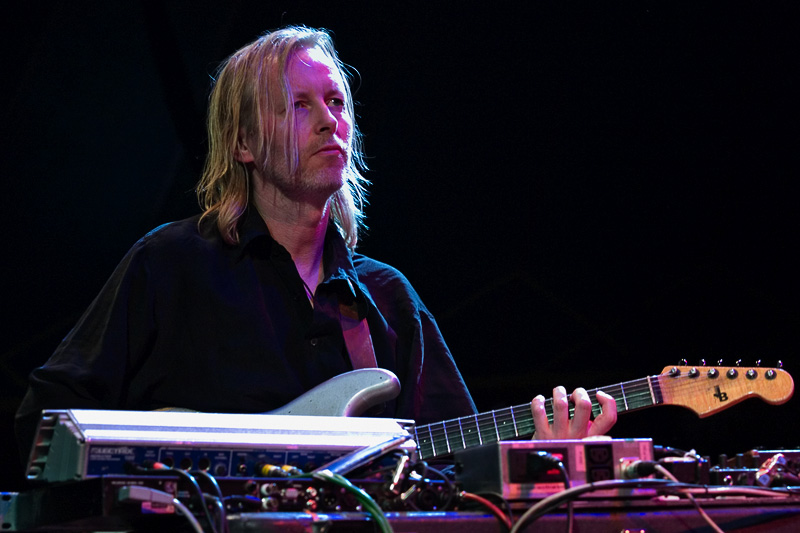
Moers Festival 2006

Eivind Aarset (* 23. März 1961 in Drøbak) ist ein norwegischer Jazz-Gitarrist und Komponist.

## Leben
Eivind Aarset ging in von 1977 bis 1980 in Oslo zur Schule, wo er Musik als Hauptfach belegte. 1982 bis 1983 studierte er Musik an der Universität Oslo. Ab 1983 arbeitet er als professioneller Musiker. Aarset begann seine musikalische Laufbahn als Gitarrist einer Heavy-Metal-Band. Später wechselte er zu der Jazz-Band Ab und zu, gehörte dann zum Ensemble von Bendik Hofseth und lernte schließlich Bugge Wesseltoft kennen, auf dessen Label Jazzland Records sein Debütalbum Électronique Noire erschien. Weiterhin hatte Aarset an über 150 Alben so unterschiedlicher Musiker wie Ray Charles, Dee Dee Bridgewater, Ute Lemper, Ketil Bjørnstad, Mike Mainieri, Arild Andersen, Abe Laboriel, Django Bates, Rebekka Bakken, Kjetil Husebø und auch Cher mitgewirkt. In seinen Soloalben verbindet Aarset Jazz mit elektronischer Musik.
Aarset ist vor allem durch seine Zusammenarbeit mit Nils Petter Molvær bekannt geworden, dessen Alben er mit seinem unverwechselbaren Sound erheblich prägte. 2012 nahm er ein Album beim renommierten Label ECM Records auf. Er arbeitet oft mit Jan Bang zusammen.

## Diskographische Hinweise
- Électronique Noire (Jazzland Recordings, 1998), mit Anders Engen, Ingebrigt Håker Flaten, Nils Petter Molvær, Bugge Wesseltoft, Kim Ofstad, Jonny Sjo, Kjetil Bjerkestrand, Vidar Johansen, Kjetil Saunes, Bjørn Kjellemyr
- Light Extracts (Jazzland Recordings, 2001), mit Wetle Holte, Marius Reksjø, Reidar Skår, Hans Ulrik, Arve Furset, Nick Sillitoe
- Connected (Jazzland Recordings, 2004), mit  Jan Bang, Wetle Holte, Marius Reksjø, Hans Ulrik, Dhafer Youssef, Pål Nyhus, Rune Arnesen, Anders Engen, Raymond C. Pellicer
- Connected 1+ (Jazzland Recordings, 2005)
- Sonic Codex (Jazzland Recordings, 2007), mit Wetle Holte, Audun Erlien, Marius Reksjø, Hans Ulrik, Tor Egil Kreken
- Jon Hassell: Last Night the Moon Came Dropping Its Clothes in the Street (ECM, 2008)
- Live Extracts (Jazzland Recordings, 2010), mit Gunnar Halle, Bjorn Charles Dreyer, Audun Erlien, Wetle Holte, Erland Dahlen, Håkon Kornstad, Torstein Lofthus
- Dream Logic (ECM Records, 2012), mit Jan Bang
- I.E. (Jazzland Recordings, 2015), mit Wetle Holte, Audun Erlien, Erland Dahlen, Jan Bang, Lorenzo Esposito Fornasari, Jan Galega Brönnimann, Blassektion des Norwegian Wind Ensemble
- Eivind Aarset and Jan Bang: Snow Catches On Her Eyelashes (Jazzland, 2020)
- Phantasmagoria, or A Different Kind of Journey (Jazzland Recordings, 2021), mit Wetle Holte, Audun Erlien, Erland Dahlen, Arve Henriksen